# A932 road
Die A932 road ist eine A-Straße in der schottischen Council Area Angus.

## Verlauf
Die Straße beginnt als Abzweigung von der A90 (Edinburgh–Fraserburgh) südöstlich von Forfar. Sie führt in das Zentrum Forfars, wo sie eine der Hauptverkehrsstraßen bildet. Dort kreuzt die A932 die A926 (Forfar–Blairgowrie and Rattray) sowie die B9113, die B9128 und die B9134. Die A932 verlässt Forfar in östlicher Richtung und führt vorbei an den Seen Rescobie Loch und Balgavies Loch durch die dünnbesiedelten Regionen von Angus. Sie führt entlang dem Lunan Water und bindet den Weiler Guthrie an. Die A932 endet nach einer Gesamtstrecke von 17,1 km mit ihrer Einmündung in die A933 (Brechin–Arbroath) nahe Friockheim.